# Oligophlebodes minutus
Oligophlebodes minutus är en nattsländeart som först beskrevs av Banks 1897.  Oligophlebodes minutus ingår i släktet Oligophlebodes och familjen Uenoidae. Inga underarter finns listade i Catalogue of Life.